# Heterodontus zebra
Requin dormeur zèbre
Pour les articles homonymes, voir Requin dormeur.
Espèce
Répartition géographique
Statut de conservation UICN

 LC  : Préoccupation mineure
Le requin dormeur zèbre (Heterodontus zebra) est un requin de la famille des Heterodontidae, décrit en 1831 par John Edward Gray. 
Il est également connu par les noms communs anglais Zebra bullhead shark, Zebra horn shark, Zebra Port Jackson shark, Striped bullhead shark, Barred bull-head shark, Barred shark et Striped cat shark,. 
Cette espèce se trouve dans le Pacifique occidental, du Japon au nord-ouest de l'Australie (40°N - 20°S, 103°E - 155°E) à des profondeurs allant jusqu’à 200 mètres,,. 
An niveau des nageoires dorsales, il possède des épines typiques du genre Heterodontus. Il se distingue des autres espèces de la même famille par la présence sur son corps de rayures verticales de couleur brun foncé à noire prenant la forme d’un motif zébré, donnant le nom à ce requin (Compagno, 1986).
Il s’agit d’un requin assez commun mais peu connu. Heterodontus zebra est ovipare. C’est une espèce nocturne se faufilant souvent entre les rochers à la recherche d'invertébrés et de petits poissons, comme les autres membres de cette famille. 
L’espèce présente un faible intérêt pour la pêche commerciale. Des prises accidentelles par les chalutiers commerciaux ou par d'autres pêcheries sont observées dans son aire de répartition. Son statut de conservation est considéré comme moins préoccupant dans la liste de l'IUCN.

## Description

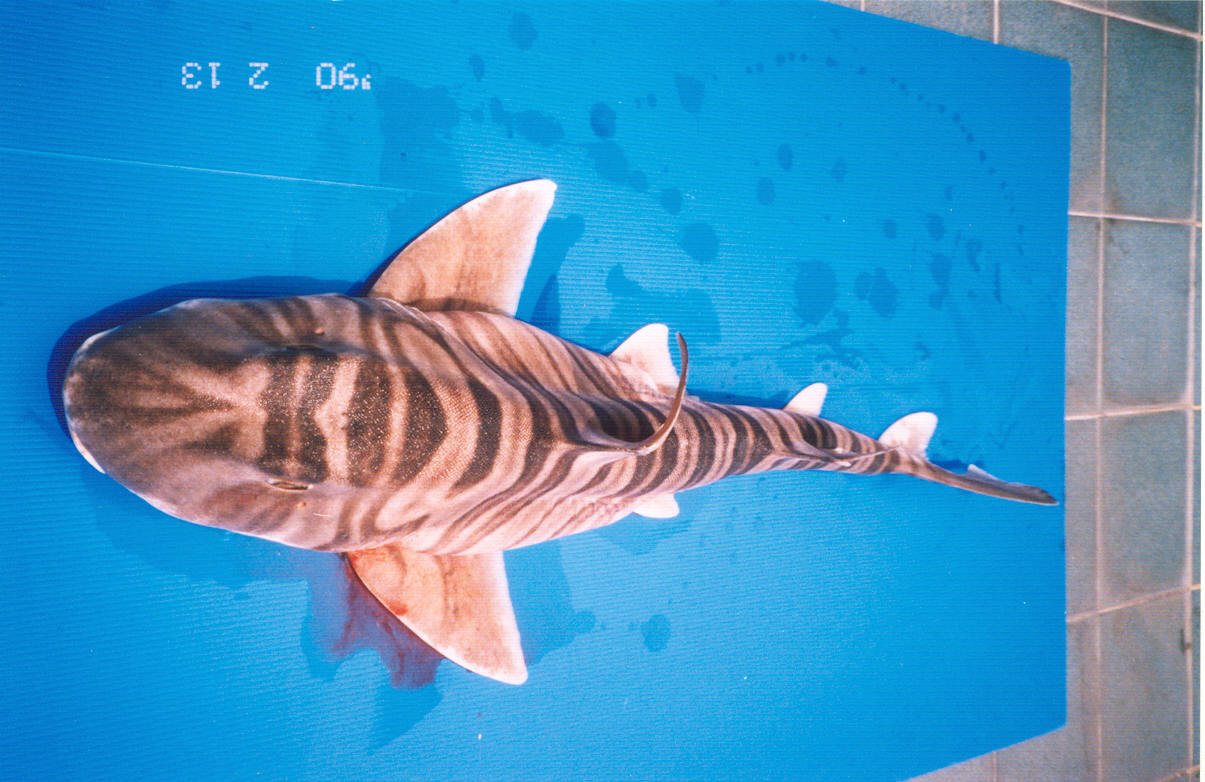
Zébrure caractéristique de Hétérodontus zebra, port de Songkhla, Thaïlande

### Corps
Le requin dormeur zèbre a une couleur de fond blanche ou crème marquée par des bandes verticales étroites de couleur brun foncé à noire séparées par des bandes plus diffuses. Il ne possède pas de taches de couleur claire ou foncée et ces bandes ne sont pas disposées dans un motif de harnais comme Heterodontus japonicus mais prennent la forme de zébrure,,,. 
La longueur totale maximale du corps du requin est d'environ 122 centimètres. Les denticules du tronc latéral sont assez petites et lisses. 

### Tête
La tête est large et émoussée. Les crêtes supra-orbitaires sont basses et finissent graduellement vers l'arrière. L'espace inter-orbitaire est très peu concave et la profondeur entre les crêtes est d'environ un quart de la longueur des yeux. La tête présente des barres transversales sombres et claires sur la surface inter-orbitaire. Sous l’œil se dessine également une paire de bandes sombres séparées par une bande claire. Les dents antérieures possèdent une cuspide et les dents molariformes (en forme de molaires) postérieures sont fortement carénées et pas très étendues et arrondies, typique des hétérodontidés.          

### Nageoires
Il possède deux nageoires dorsales dotées d’épines. L'origine de la première nageoire dorsale se trouve derrière les nageoires pectorales tandis que la deuxième nageoire dorsale démarre au-dessus des lobes libres des nageoires pelviennes. Il présente également une nageoire anale.
La nageoire caudale a des lobes modérément longs. Le lobe terminal est triangulaire et présente des rayures. Les nageoires pectorales ont des bords arrondis et portent également des rayures.

## Comportement

### Alimentaire
L’espèce est mal connue. Elle mange probablement des invertébrés de fond et de petits poissons comme d'autres membres de la famille,,.

### Reproduction
Dans plusieurs épisodes d'accouplement observés, la copulation entre les requins a duré jusqu'à 15 minutes. Les mâles atteignent la maturité à une longueur d'environ 64 à 84 centimètres.
L’espèce est ovipare. Les femelles pondent 2 œufs à la fois, du printemps à la fin de l'été au Japon. La pondaison peut avoir lieu 6 à 12 fois au cours d'une seule saison de ponte. Les œufs portent des brides hélicoïdales minces et plates presque transversales à l’axe de l’œuf, sans vrilles sur les sommets mais avec des vrilles courtes sur l'extrémité opposée. Ils sont pondus entre les rochers et dans les algues. Les embryons se nourrissent uniquement de vitellus. Les œufs éclosent au bout d’un an lorsqu’ils atteignent une longueur d’environ 15 centimètres,. Les jeunes ressemblent aux adultes mais les motifs zébrés sont de couleur rouge brune.

## Distribution et habitat
Le requin dormeur zèbre vit dans des eaux peu profondes sur les plateaux continentaux et insulaires du nord-ouest de l'Australie et de l'Asie orientale, plus précisément au niveau du Japon, de la Corée, de la Chine, du Viêt Nam et de l'Indonésie,,,. 
Il s’agit d’une espèce démersale présente à des profondeurs inférieures à 50 mètres, bien qu'elle ait été observée récemment sur le plateau continental du nord de l'Australie occidentale entre 150 et 200 mètres,. 
On en sait très peu sur la biologie et l'histoire de la vie de cette espèce. Elle est associée aux récifs rocheux et aux habitats du fond marin, où elle se tortille maladroitement lorsqu'elle nage. Aucune information n'est disponible sur les populations, bien que l'espèce soit connue pour être commune dans son aire de répartition. 

## Le requin dormeur zèbre et l’homme
Le requin dormeur zèbre n’est pas considéré comme une menace pour l'homme, bien que leurs dents seraient capables de produire une blessure.
L’espèce présente un faible intérêt commercial. Il y a cependant, des prises accidentelles par les chalutiers commerciaux et d'autres pêcheries dans son aire de répartition,. Par exemple, l'espèce a été observée dans les captures de chalutiers de fond à Taïwan. Cette pêcherie multi-spécifique, basée principalement à Keelung, a enregistré divers petits requins vivant dans le fond, pris comme prises accessoires. Les requins dormeurs zèbres étaient l'un des principaux requins capturés entre 1930 et 1960. 
La liste rouge de l'UICN estime que le statut de cette espèce est moins préoccupant parce qu'il ne semble pas y avoir de menaces majeures pour les populations à l'heure actuelle.  De plus, il s'agit d'un requin de grande taille qui a probablement un taux de fécondité élevé. Cependant, l'espèce peut être menacée par les pratiques de pêche destructrices en Indonésie, notamment la pêche au cyanure et à la dynamite, et par la dégradation des habitats côtiers.
Selon le dernier rapport de situation de l'UICN sur cette espèce, son utilisation dans le commerce des aquariums n'est pas reconnue, bien que son motif de couleur attrayant en fasse un candidat parfait. En fait, d'autres membres de cette famille sont commercialisés pour une utilisation dans les aquariums privés. Apparemment, Heterodontus zebra ne se porte pas bien en captivité, comparée aux autres requins du genre Heterodontus.